# Хлебниковский список
Хлебниковский список — древнерусский летописный свод середины XVI века. Предположительно один из двух основных списков Ипатьевской летописи.
Список создан в 1550—1560-х годах. Написан на 386 листах. Часть листов была утрачена, другие листы перепутаны. В XVII веке взамен 7 исчезнувших листов были вставлены новые. Список был составлен в Киево-Печерском монастыре под непосредственным руководством митрополита Петра Могилы, чьи собственноручные пометки от 1637 года сохранились на полях рукописи. По предположению академика А. А. Шахматова, Хлебниковский и Ипатьевский списки были созданы на основе общего более древнего списка Ипатьевской летописи. В свою очередь Хлебниковский список послужил источником для других списков, таких как Погодинский и Ермолаевский.
Список был обнаружен Карамзиным в 1809 году среди рукописей в библиотеке купца П. К. Хлебникова. На тот момент библиотека принадлежала дочери Хлебникова Анне Петровне Полторацкой. Карамзин, в переписке с А. И. Тургеневым, называл список Волынской Летописью потому, что третью часть списка составляет Галицко-Волынская летопись.
Исследователи расходятся во мнении, считать ли Хлебниковский список одним из списков Ипатьевской летописи или это отдельный летописный свод. Так, А. С. Орлов говорит, что летопись «представлена более чем пятью списками, два из которых идут в основе от общего оригинала, а остальные — от второго из этих списков».  А. А. Шахматов, напротив, полагает, что «Хлебниковский (и примыкающие к нему другие списки) должен быть признан самостоятельным памятником». По своей сути это расхождение и в том, что считать "Ипатьевской летописью". А. А. Шахматов считал таковой только Ипатьевский список, названный так по месту его нахождения в Ипатьевском Костромском монастыре. А. С. Орлов же называл Ипатьевской летописью не дошедший до нас памятник (не имевший отношения к Ипатьевскому монастырю). Поэтому в его понимании допустим термин "Хлебниковский список Ипатьевской летописи", в то время как Хлебниковский список не восходит к Ипатьевскому списку.  
Список состоит из трех основных частей:
- Повесть временных лет, оканчивающаяся событиями 1118 г. В отличие от Ипатьевского списка в заглавии этой части Хлебниковского списка Петром Могилой вставлено имя Нестора[4]: «Летописец Рускый с Богом починаем повести временных лет Нестера черноризца Федосиева манастыря Печерскаго, откуду есть пошла Рускаа земля».
- Киевская летопись, охватывающая года с 1119 по 1200.
- Галицко-Волынская летопись. В этой части список не имеет годовой сетки. При соотнесении с Ипатьевским списком летопись заканчивается 1292 годом.

Рукопись списка хранится в Российской национальной библиотеке в Санкт-Петербурге.

## Издания
- The Old Rus’ Kievan and Galician-Volhynian Chronicles: The Ostroz’kyj (Xlebnikov) and Cetvertyns’kyj (Pogodin) Codices (Harvard Library of Early Ukrainian Literature. Texts: Volume VIII). — Harvard: Harvard University Press, 1991. — ISBN 9780916458379